# バジリスク 〜甲賀忍法帖〜
『バジリスク 〜甲賀忍法帖〜』（バジリスク こうがにんぽうちょう、Basilisk 〜The Kōga Ninja Scrolls〜）は、せがわまさきによる日本の漫画、またそれを原作としたテレビアニメ。山田風太郎の小説『甲賀忍法帖』を原作として作られている。2003年4号から2004年13号にかけて『ヤングマガジンアッパーズ』（講談社）で連載された。2004年、第28回講談社漫画賞一般部門受賞。2005年、GONZOによりアニメ化された。

## あらすじ
甲賀忍法帖#あらすじ

## 登場人物
※声優はアニメ版のもの。

### 甲賀卍谷衆
甲賀 弦之介（こうが げんのすけ）
声 - 鳥海浩輔
本作の主人公にして弾正の孫。彼に殺意を帯びて襲いかかった者を自滅させる「瞳術」の使い手。伊賀鍔隠れの朧とは恋人同士であり、甲賀と伊賀が手を取り合う未来を夢見ている。誠実で平和主義者だが、時には次期頭領らしい厳しさや冷酷さを表に出すこともある。
最期は弦之介を想って自害した朧を追い、川の中で朧を腕に抱きながら自害。朧と共に川に流れていった。その際に人別帖へ朧の血で伊賀の勝利を記している。
甲賀 弾正（こうが だんじょう）
声 - 小林清志、羽多野渉（若いころ）
甲賀卍谷衆頭領。かつて伊賀のお幻とは恋仲だったが、彼女とは引き裂かれる運命にあった。長毒針の使い手。合戦の開始直後、お幻と相討ちとなり倒れる。
年老いてもなお、針の命中精度の高さや、天井に張り付いたりしている様から身体能力の衰えを感じさせない。
風待 将監（かざまち しょうげん）
声 - 千々和竜策
蜘蛛のような外見を持つ男。口から吐き出す痰は膠（にかわ）の粘着力をはるかに上回り、蜘蛛の糸のように操ることで、敵を絡め取ることができる。自身は体内から出す体液により糸に粘着されず、蜘蛛の巣を這うが如くその上を動き回れる。また、走る際は両手両足を使って文字通り蜘蛛のように這い回る。大御所たちへの忍法上覧の際には駿府城の石垣を手足を使い駆け上がった。原作・甲賀忍法帖での描写説明では「吸いついた」とされている。
甲賀十人衆の中でも直接戦闘に長けた1人。武闘派らしく剛毅な性格で、十兵衛の星占いにはいささか懐疑的。最期は、蓑念鬼に隙をつかれ致命傷を負ったところを蛍火により討たれる。
鵜殿 丈助（うどの じょうすけ）
声 - 平勝伊
弦之介の護衛役。丸々と太った体を持ち、柔軟性に富むその肉体はあらゆる攻撃を包み込んで吸収する。直接攻撃はほぼ通用せず、刀による一撃も「人肉白刃取り」が如く受け止めることができる。また、弾性を活かしてスーパーボールの要領で跳ね回ることで高速移動を行う他、体を風船のように膨らませることで水に浮かんだり、一時的な飛翔すら可能。
お調子者かつ女好きな性格で、伊賀衆の朱絹にも無遠慮に口説いている。甲賀衆の一人として伊賀に対する対抗心や憎悪を持ってはいるが、弦之介が友好を望むならば協力するのに吝かでないと語る気のいい男。ただし見た目によらずよく気が回り頭も切れ、冷静な分析能力を有する。伊賀の暗躍にもいち早く気づき、弦之介を暗殺せんと縮んだ陣五郎を尋問するが、不意を突かれ討たれる。原作・甲賀忍法帖での最期の結末はバジリスクとは違い、水中で丈助が離した刀を横ぐわえて、その刀身を腹部へ突き通されて死亡したとされている。
地虫 十兵衛（じむし じゅうべえ）
声 - 伊丸岡篤
四肢が無い異形の忍者。普段は駕籠で移動しているが、急場では腹の蛇腹のようなものを利用し並の忍者よりも遥かに速く走行することが可能。また異様に長い舌を鞭のように動かし、食道に隠した槍の穂の一撃を切り札とする。占術が得意で、駿府城に赴いた弾正の星に凶兆を見出す。弾正らを救援すべく一人先行して将監より巻き物を受け取った矢先、天膳に遭遇。一度は暗器である穂の一撃で心臓を貫いて倒すも、復活した天膳により討たれる。
お胡夷からは茶飲み友達として懐かれている。アニメ版では思慮深い性格が強調されており、伊賀との和睦に関しても冷静かつ前向きに受け止めていた。なお、原作者のせがわまさきが十兵衛を気に入っているキャラクターとして挙げており、「かなり気に入ってるキャラクターだったので、もうちょっと活躍してほしかった」と語っている。
室賀 豹馬（むろが ひょうま）
声 - 宮林康
弦之介に付き従う、冷静沈着な参謀役。血筋としては彼の叔父にあたり、「瞳術」の師でもある。盲目だがその代わり他の感覚が発達しており、夜間のみ弦之介と同等の瞳術が使用できる。
争忍が始まった後も無益な殺生を回避すべく相対した伊賀者の説得を試みるなど、弦之介の片腕であり叔父として彼の意思を最大限に尊重している。盲目になり瞳術が効かなくなっていた小四郎により討たれる。
霞 刑部（かすみ ぎょうぶ）
声 - 北川勝博
体毛の無い大柄な男。壁や地面などに自由に溶け込み、姿を隠すだけでなく実体をも消すことができ、それを利用した潜入活動や、片手で人の首の骨を折るほどの怪力からの攻撃を得意とする。天膳の首を折り、陣五郎をも討ち取るが、朱絹の術で目印を付けられ復活した天膳によって討たれる。
作中では左衛門と行動を共にすることが多く、アニメ版ではその妹のお胡夷とも交流が深い。十人衆の中では伊賀への憎しみが特に強く、普段こそ冷静な性格も伊賀が絡むと血の気の多さを隠さない。
如月 左衛門（きさらぎ さえもん）
声 - 上田陽司
お胡夷の兄。温厚で物静かな男だが、任務のときは忍者らしい冷酷な面も見せる。他人の顔を自分の顔に写し取ってその人物に成り済ますことができ、声帯模写と併用して敵を欺く（顔や声だけでなく、髪の長さも自在に調節でき、関節を外すことで体格も変えられる）。
その能力を活かした数々の非情な謀略で多大な戦果をあげる。同時に情け深い一面もあり、蛍火の最期には「女を殺しとうはなかったが」と呟きつつ、片手合掌してやったり、アニメ版では朱絹の人となりを知り、彼女を騙し討つことに密かに心を痛める描写が追加された。天膳に成りすましていたところ、阿福の侍に紛れた天膳に奇襲され討たれる。
陽炎（かげろう）
声 - 早水リサ
女忍者。妖艶な美女だが、彼女が情欲に身を任せる時は吐息が猛毒を帯びるため、抱いた者は死に至る。弦之介を一途に想い、また本来は弦之助と同等の家柄のため結婚できるはずが、その体質のため弦之介とは決して結ばれないことを思い悩んでおり、同時に朧に深い憎悪を抱いている。一度は天膳を毒息で倒すも、待機していた阿福の侍たちに捕らえられる。その後、復活した天膳により壮絶な拷問を受けた末、朧を殺せない弦之介に絶望し毒息を浴びせ心中を計ろうとするが、朧の破幻の瞳で毒を無効化され、彼の腕の中で息を引き取る。
お胡夷（おこい）
声 - 木村はるか
左衛門の妹。甲賀の中では若い女忍者で、豊満な体と無邪気な性格を持つ。蛭のように肌と口から相手の血を吸い取ることができる。兄の左衛門が大好きで、アニメ版ではさらにその傾向が強くなっている。蠟斎を倒し、陣五郎をも寸前まで追い詰める活躍を見せる。その後、念鬼に前述の男衆と同様に術を繰り出すも、念鬼の体毛の前では無効化されてしまい討たれる。

### 伊賀鍔隠れ衆
朧（おぼろ）
声 - 水樹奈々
お幻の孫。おっとりした温和な性格で、少しそそっかしいところがある。その性格のせいか忍術も剣術も体術もまったく身に付けることができなかったが、見るだけであらゆる忍法を強制的に破る「破幻の瞳」を生まれつき備えている。弦之介を「弦之介様」と呼び慕っている。
甲賀との和睦を望む彼女の姿勢を苦々しく思う者は多いが、その優しい人柄は里の者から愛されている。
最期の弦之介との決戦の際には弦之介に愛を呟き、手に持っていた短刀で自害。弦之介の腕に抱かれながら、朧を追って自害した弦之介と共に川に流れていった。
お幻（おげん）
声 - 京田尚子、沢城みゆき（若いころ）
伊賀鍔隠れ衆頭領。かつて甲賀弾正とは恋仲だったが、2人が結ばれることは無かった。現在は歯が2本しか残っていない小柄な老婆だが、若いころはかなりの美人だった。弾正の不意打ちを受け首に2本毒針を受けるが、刺さった針で弾正に反撃し、刺し違える。鷹を使役し、老婆ながら肉体も頑健。
原作では「摩天（あの世）にあっても永劫の修羅の争いをつづけているであろう」と書かれたように、二人の関係は完全に切れているが、特にアニメ版では未だ内心では二人とも思いを捨てきれておらず、甲賀と伊賀の和睦に対してもお互いに前向きに考えていた。
また、鷹使いであること以外は特に描写されなかったが、伊賀鍔隠れ衆の全員へ術を仕込んだのはお幻だとされている。
小豆 蠟斎（あずき ろうさい）
声 - 青野武 / 後藤哲夫（パチスロ版）
才槌頭で長い白髭を伸ばした小柄な老人。手足を自在に伸縮、屈折させることができ、触れるものを刃物のように切り刻む。「伊賀天正の乱」を記憶しており、甲賀に対する恨みは相当に深い。お胡夷を尋問する最中、忍法を使われてしまい壮絶な最期を遂げる。
アニメ版およびこれに準拠したドラマCDでは、甲賀との和睦を苦々しく思いながらも朧を娘や孫のように可愛がりその幸せを願う描写がされた。また、本編ではほとんど描かれなかったが、仲間たちに対しては、気さくな親しみやすい老人としての一面も見せている。
朱絹（あけぎぬ）
声 - 渡辺美佐
女忍者。理知的で仲間想いな性格。皮膚から血を吹き出して霧を生み出し、敵の目をくらます。視力を失った小四郎の世話をする内に、次第に特別な感情を抱くようになる。最期は、その感情を利用され、陽炎に討たれる。
朧の世話役を務めており、朧からは非常に懐かれている。アニメ版では彼女自身も朧を深く思いやる母性的な描写が多く追加された。弦之介への想いを捨てられない朧の気持ちにも一定の理解を示していた。
蓑 念鬼（みの ねんき）
声 - 内海賢二 / 玄田哲章（パチスロ版）
全身毛むくじゃらの男。全身の体毛を伸ばしたり針のように硬化させたりすることができ、自由自在に動かして移動や攻撃などに威力を発揮する。棒術の遣い手。特に親しい間柄という訳ではないが、作中では蛍火との絡みが多い。最期は、単独で弦之介を討ち取ろうとしたところを豹馬の瞳術により返り討ちにされる。
アニメ版では蠟斎と親しく、彼と同様に朧の幸せを願う描写がされている。忍びとしては短気かつ猪突猛進で熱くなりやすい性格で、功名心も強く、ドラマCD版などでは同胞に窘められており、自覚もあった模様だが、結局はそれが原因で命を落とすこととなった。
夜叉丸（やしゃまる）
声 - 矢薙直樹
伊賀の中ではかなり若い忍者。美形（原作では「青春の美の結晶のよう」な美少年と描写されている）。女の毛髪をより合わせ、獣油を染み込ませた「黒縄（こくじょう）」と呼ばれる細い糸を武器として用い、その威力は巻きつけた巨大な岩を切断するほど。蛍火とは恋人同士。
血気盛んな少年であるが、同時に蛍火との穏やかな日々を愛していた。
左衛門を黒縄で追い詰めるも、あと一歩のところで加勢に入った刑部により討たれる。
アニメ版に準拠したドラマCDでは、同じく若手である小四郎との絡みが見られた。
蛍火（ほたるび）
声 - 沢城みゆき
伊賀鍔隠れ十人衆の中では一番若い女忍者。年齢は不明で、公式のオフィシャルファンブックでは「年端もゆかぬ少女」と記載されている。感情的になりやすい性格で、それゆえ残虐な行動に走ることもある。爬虫昆虫を操る術を使う。印を結び、呼び寄せた蝶の鱗粉によって将監の痰を無効化したり、姿を消したりと幻術のような使い方をする。アニメ版では印を結ぶ際に経を唱える動作が追加された。
常に白い蛇を連れていて、左衛門の変化を見破ったり、弦之介の目を塞いだりと優秀な一面を見せた。
夜叉丸とは恋人同士。近づいてきた左衛門の術を見破るが、力及ばず敗れる。
本編では夜叉丸と生きて再会することは叶わなかったものの、時間軸上、前日談にあたるドラマCDなどでは彼とのバカップルぶりを披露している。
雨夜 陣五郎（あまよ じんごろう）
声 - 魚建
水死体のような風貌の中年の忍者で、伊賀鍔隠れ衆の参謀。ナメクジのように塩に溶けて、体を小さく縮めることができ、さらに水に浸かると元に戻るという特異体質を持つ。そのため海を極端に怖がっている。刑部に海の中に投げ込まれてしまい、そのまま完全に溶けてしまう。
アニメ版に準拠したドラマCDでは孫が生まれている。また、風呂に入る時はアヒルの木彫りが手放せないらしい。
薬師寺 天膳（やくしじ てんぜん）
声 - 速水奨
伊賀の副首領。170年以上も生きているはずだが外見は青年のままで、何度殺されてもその度に蘇る不死の術を持つ（なお、原作・漫画・アニメそれぞれで不死である理由が異なっている）。冷酷・卑劣な性格であり、伊賀の勝利のためには手段を選ばない。特にアニメ版では伊賀と甲賀の宿怨の権化とも言うべき存在として描写されており、甲賀への復讐のためなら伊賀者の犠牲すら厭わない執念を見せる。
剣術の達人であるものの、その能力による慢心から初手では殺害されることが多い。しかし、これによって相手の忍術を見破り、対抗手段を講じて相手を詰ませる戦いを得意とする。また、何より「死んだ者が生き返る」というある意味究極の奇襲の術ともなり、劇中でも間違いなく死んでいた天膳が生きて再び姿を現した際には、多くの百戦錬磨の甲賀者が度肝を抜かれて致命的な隙を晒し、討たれている。天膳が不死である理由は、原作では治癒能力が常人とは比較にならないほど高いためとされているが、漫画版では、体内に本来は双子として生まれるはずだった彼の兄弟が潜んでおり、彼の傷口を治しているためとされている。最期は、蘇生途中に朧の破幻の瞳により不死の術を破られたことで死亡する。
アニメ版に準拠したドラマCDでは、その不死性が完全にネタにされ、ギャグキャラクターになっている。
筑摩 小四郎（ちくま こしろう）
声 - 羽多野渉
薬師寺天膳の子飼いの従僕。まだ若く身分も低い。吸息によってカマイタチ（真空刃）を作り出し敵を切り刻む、強力な技を使う。他に2丁の折りたたみ式の鎌を持ち、ブーメランのような投擲武器として扱う。
勇猛果敢で狂犬などと称されることもあるが、平時においては子供に木彫りを彫ってあげるなど根は心優しく誠実な性格。朧とは幼いころからの馴染みであり、彼女から深く信頼され、彼自身も彼女のことを「姫様」と呼び愛おしく想っている。このため、忠誠を誓っている天膳が次第に朧を軽視していくことに強く心を痛めることになる。
弦之介の「瞳術」により自滅し盲目となるが、後に戦線復帰し、最終的に陽炎と左衛門の策略により討たれる。
漫画の巻末4コマではカマイタチを披露した際に、鎌を使わなかったことを皆に残念がられ持ち歩くようにしたというエピソードがある。
ドラマCDでは夜叉丸との絡みが多く、彼からよくからかわれている。

### その他
徳川家康（とくがわ いえやす）
声 - 大平透
大御所。3代将軍となる跡継ぎを決めるために甲賀と伊賀の不戦の約定を解いた張本人。
南光坊天海（なんこうぼう てんかい）
声 - 麦人
家康に忍法合戦を進言した徳川幕府のブレーン。
柳生宗矩（やぎゅう むねのり）
声 - 若本規夫
将軍家剣術指南役。冒頭の忍法上覧に徳川家重臣の1人として立会い、常識を超えた忍者の戦いに驚愕する。
服部半蔵（はっとり はんぞう）
声 - 立木文彦
原作では「二代目服部半蔵正就」であったが、漫画版では「四代目服部半蔵正広」である。
服部 響八郎（はっとり きょうはちろう）
声 - 杉田智和
架空の人物であり原作にも登場しない、本作の半蔵の養子。実の父親は二代目服部半蔵である正就（声 - 立木文彦）。原作中の「二代目服部半蔵正就が、幼少時の弦之介、朧と対面している」というエピソードを補完する役目を担った。
阿福（おふく）
声 - 斉藤貴美子
竹千代の乳母。伊賀衆の勝利のためにルール違反ながら助勢をする。後の春日局。
竹千代（たけちよ）
声 - あかいとまと
2代将軍徳川秀忠の長男。どもりでうすぼんやりしている。後の3代将軍徳川家光。
国千代（くにちよ）
声 - 小池いずみ
2代将軍徳川秀忠の次男。利発的で聡明。後の駿河大納言徳川忠長。

## 書誌情報
アッパーズKCより全5巻。また、講談社漫画文庫、プラチナコミックスよりそれぞれ全3巻。
- バジリスク〜甲賀忍法帖〜(1)（2003年5月2日初版） ISBN 4-06-346197-1
- バジリスク〜甲賀忍法帖〜(2)（2003年9月16日初版） ISBN 4-06-346212-9
- バジリスク〜甲賀忍法帖〜(3)（2004年1月18日初版） ISBN 4-06-346233-1
- バジリスク〜甲賀忍法帖〜(4)（2004年4月9日初版） ISBN 4-06-346238-2
- バジリスク〜甲賀忍法帖〜(5)（2004年8月9日初版） ISBN 4-06-346246-3
- バジリスク 甲賀忍法帖 上 (講談社漫画文庫 せ 1-1)（2008年8月12日初版） ISBN 978-4-06-370576-8
- バジリスク 甲賀忍法帖 中 (講談社漫画文庫 せ 1-2)（2008年9月12日初版） ISBN 978-4-06-370580-5
- バジリスク 甲賀忍法帖 下 (講談社漫画文庫 せ 1-3)（2008年10月10日初版） ISBN 978-4-06-370588-1
- バジリスク〜甲賀忍法帖〜（上） （2012年7月11日初版） ISBN 978-4-06-375084-3
- バジリスク〜甲賀忍法帖〜（中） （2012年8月8日初版） ISBN 978-4-06-375085-0
- バジリスク〜甲賀忍法帖〜（下） （2012年9月12日初版） ISBN 978-4-06-377638-6

## テレビアニメ
2005年4月から同年9月にかけて、独立UHF局にて2クール放送された。全24話。日本国内では初となるアニメファンド、「アニメファンド！ バジリスク匿名組合」の投資対象作品として製作される。投資金額は1口50,000円であったが、DVDの売り上げが伸び悩み最終的な償還金額は38,433円となり元本割れとなった。

### スタッフ
- 原作 - 山田風太郎
- 漫画 - せがわまさき（ヤングマガジンアッパーズ / 講談社刊）
- 監督 - 木﨑文智
- 助監督 - 西本由紀夫
- シリーズ構成 - むとうやすゆき
- キャラクターデザイン・総作画監督 - 千葉道徳
- プロップデザイン - 石野聡
- 美術監督 - 池田繁美
- 色彩監督 - 飯島孝枝
- 撮影監督 - 藤田賢治
- 編集 - 三嶋章紀
- 音響監督 - 塩屋翼
- 音楽 - 中川孝
- 音楽プロデューサー - 藤田純二
- 音楽制作 - フューチャービジョンミュージック
- プロデューサー - 荒井英昌、難波秀行
- アニメーションプロデューサー - 柴田和典
- アニメーション制作 - GONZO
- 製作 - デジタル・アニメ・プロジェクト、GDH

### 主題歌
オープニングテーマ
「甲賀忍法帖」
作詞・作曲 - 瞬火 / 歌 - 陰陽座
- 陰陽座の「忍法帖」シリーズは原作者の山田風太郎へのオマージュであることは知られているが、この作品はその第10作品目である。
- 作詞作曲を手掛けた瞬火は、自らの強い希望でTVバージョン（TVオンエア用の楽曲編集版）を制作させることのないように、与えられたテーマソング枠の時間内に楽曲の1番を収まるように制作したという。
- また、各話のサブタイトルも「鬼哭啾々」「夢幻泡影」「来世邂逅」など、実際に陰陽座がリリースした作品から使用されている。

エンディングテーマ
「ヒメムラサキ」（1、9、11、12、15、16、24話）
「WILD EYES」（2-8、10、13、14、17-23話）
作詞・歌 - 水樹奈々 / 作曲・編曲 - 飯田高広

### 各話リスト
| 話数 | サブタイトル                   | 脚本           | 絵コンテ   | 演出       | 作画監督              |
| ---- | ------------------------------ | -------------- | ---------- | ---------- | --------------------- |
| 1    | 相思相殺（そうしそうさつ）     | むとうやすゆき | 木﨑文智   | 木﨑文智   | 千葉道徳              |
| 2    | 胎動弐場（たいどうにば）       | むとうやすゆき | 西本由紀夫 | 西本由紀夫 | 橋本英樹              |
| 3    | 凶蟲無惨（きょうちゅうむざん） | 岡田麿里       | 大塚健     | 麦野アイス | 石野聡                |
| 4    | 妖郭夜行（ようかくやこう）     | むとうやすゆき | 神戸洋行   | 神戸洋行   | 神戸洋行 大木賢一     |
| 5    | 忍者六儀（しのびのりくぎ）     | むとうやすゆき | 東出太     | 東出太     | 東出太                |
| 6    | 降涙恋慕（こうるいれんぼ）     | 岡田麿里       | 魔貝昇天   | 筑紫大介   | 河添明                |
| 7    | 人肌地獄（ひとはだじごく）     | むとうやすゆき | 下司康弘   | 下司康弘   | 飯島弘也              |
| 8    | 血煙無情（ちけむりむじょう）   | 山田靖智       | 笹島啓一   | 酒井和男   | 橋本英樹              |
| 9    | 哀絶霖雨（あいぜつりんう）     | むとうやすゆき | 深澤学     | 下司康弘   | ふかざわまなぶ        |
| 10   | 神祖御諚（しんそごじょう）     | むとうやすゆき | 西本由紀夫 | 西本由紀夫 | 河添明                |
| 11   | 石礫無告（せきれきむこく）     | むとうやすゆき | 魔貝昇天   | 三泥無成   | 石野聡 飯島弘也       |
| 12   | 追想幻燈（ついそうげんとう）   | 岡田麿里       | 篠原俊哉   | 水本葉月   | 伊藤秀樹              |
| 13   | 胡蝶乱舞（こちょうらんぶ）     | 山田靖智       | 福田道生   | 粟井重紀   | 高鉾誠 Park Dae-yeol  |
| 14   | 散花海峡（さんげかいきょう）   | 岡田麿里       | 西本由紀夫 | 下司康弘   | 竹田逸子 橋本英樹     |
| 15   | 波涛獄門（はとうごくもん）     | 山田靖智       | 神戸洋行   | 神戸洋行   | 神戸洋行              |
| 16   | 懐抱淡画（かいほうたんが）     | 岡田麿里       | 黒津安明   | 石平信司   | 石野聡 飯島弘也       |
| 17   | 昏冥流亡（こんめいるぼう）     | むとうやすゆき | 篠原俊哉   | 下司康弘   | ふかざわまなぶ 林山人 |
| 18   | 無明払暁（むみょうふつぎょう） | 山田靖智       | 西本由紀夫 | 山田弘和   | 金東俊 飯島弘也       |
| 19   | 猛女姦謀（もうじょかんぼう）   | 山田靖智       | 松尾慎     | 松尾慎     | 石井久志              |
| 20   | 仁慈流々（じんじりゅうりゅう） | 岡田麿里       | 福田道生   | 信田ユウ   | 竹田逸子 河添明       |
| 21   | 魅殺陽炎（みさつのかげろう）   | むとうやすゆき | 大塚健     | 西本由紀夫 | 橋本英樹              |
| 22   | 鬼哭啾々（きこくしゅうしゅう） | むとうやすゆき | 浅井義之   | 浅井義之   | 村田峻治              |
| 23   | 夢幻泡影（むげんほうよう）     | むとうやすゆき | 木崎文智   | 木崎文智   | 飯島弘也 石野聡       |
| 24   | 来世邂逅（らいせかいこう）     | むとうやすゆき | 木崎文智   | 木崎文智   | 千葉道徳              |

### 放送局
| 放送地域 | 放送局               | 放送期間                 | 放送日時                | 放送系列  | 備考                                  |
| -------- | -------------------- | ------------------------ | ----------------------- | --------- | ------------------------------------- |
| 三重県   | 三重テレビ           | 2005年4月12日 - 9月20日  | 火曜 24:30 - 25:00      | 独立UHF局 |                                       |
| 埼玉県   | テレ玉               | 2005年4月12日 - 9月20日  | 火曜 25:00 - 25:30      | 独立UHF局 |                                       |
| 京都府   | KBS京都              | 2005年4月12日 - 9月20日  | 火曜 25:30 - 26:00      | 独立UHF局 |                                       |
| 神奈川県 | tvk                  | 2005年4月14日 - 9月22日  | 木曜 25:45 - 26:15      | 独立UHF局 |                                       |
| 千葉県   | ちばテレビ           | 2005年4月16日 - 9月24日  | 土曜 25:35 - 26:05      | 独立UHF局 |                                       |
| 日本全域 | AT-X                 | 2005年5月17日 - 10月25日 | 火曜 9:30 - 10:00       | CS放送    | リピート放送あり                      |
| 日本全域 | パチンコ★パチスロTV! | 2012年4月10日 - 6月3日   | 火 - 日曜 16:00 - 17:00 | CS放送    | 2話連続放送 リピート放送あり          |
| 日本全域 | 時代劇専門チャンネル | 2017年6月7日 - 8月22日   | 火曜 25:00 - 26:00      | CS放送    | 2話連続放送 リピート放送あり 字幕放送 |

### インターネットラジオ
アニメに連動したインターネットラジオで『ラジリスク〜甲賀忍放送〜』（毎週火曜日更新）と『ラジリスク〜伊賀忍放送〜』（毎月第1木曜日更新）の2番組が放送されていた。基本的にコーナーはほぼ一緒だが、後者番組には朧役の水樹奈々が出演している（たまに前者番組に水樹が『伊賀忍放送』の宣伝でエンディング後に出演してくることがある）。

## パチンコ・パチスロ
パチンコ
- CRバジリスク（2007年、Sansei R&D）
- CRぱちんこバジリスク（2014年、奥村遊機）
- CRバジリスク〜甲賀忍法帖〜弦之介の章（2018年、メーシー）
- CRバジリスク〜甲賀忍法帖〜天膳の章（2018年、メーシー）
- Pバジリスク〜甲賀忍法帖2（2020年、メーシー）
- Pバジリスク〜甲賀忍法帖〜2 朧の章（2021年、メーシー）
- Pバジリスク 〜桜花忍法帖〜（2021年、メーシー）
- P真バジリスク〜甲賀忍法帖〜（2022年、メーシー）
- Pバジリスク 〜桜花忍法帖〜早咲き桜99ver.（2022年、メーシー）

パチスロ
- バジリスク（2009年、ミズホ）
- バジリスク2（2012年、メーシー販売）
- バジリスク〜甲賀忍法帖〜絆〜（2014年、エレコ）
- バジリスク3（2016年、エレコ）
- バジリスク〜甲賀忍法帖〜絆2（2020年、ミズホ）
- スマスロバジリスク〜甲賀忍法帖〜絆2 天膳 BLACK EDITION（2023年、ミズホ）
- スマスロバジリスク〜甲賀忍法帖〜絆3